# Наташине
Ната́шине (до 1948 року — Мережине, до 1933 — Малій; крим. Maliy) — село Євпаторійського району Автономної Республіки Крим.